# Búger
Búger è un comune spagnolo di 1 060 abitanti situato nella comunità autonoma delle Baleari.